# ۲-اکسازولیدون
۲-اکسازولیدون(به انگلیسی: 2-Oxazolidone) یک ترکیب هتروسیکل آلی است که شامل هم اتم نیتروژن و هم اتم اکسیژن در یک حلقه ۵ عضو است. 